# Nessma
Nessma (in arabo: قناة نسمة) é una rete televisiva tunisina che diffonde il proprio segnale in tutti i paesi del Maghreb. In italiano «nessma» si traduce con «dolce brezza». Il canale trasmette programmi quali la versione maghrebina di Star Academy  (Star Academy Maghreb) e di Chi vuol essere milionario? (Man sa yarbah al malyoon).

## Storia
Il lancio del canale ha avuto luogo il 16 marzo 2007 via satellite. Il ministro tunisino delle comunicazioni, Rafaâ Dekhil, lo ha inaugurato ufficialmente il 23 marzo.
Il capitale della società Nessma Entertainment era detenuto all'inizio solo dal gruppo pubblicitario tunisino Karoui & Karoui World. Il 21 maggio 2008, il gruppo annunciò l'entrata nel capitale del gruppo italiano Mediaset - proprietà di Fininvest - e del gruppo tunisino Quinta Communications di Tarak Ben Ammar, sodale del primo, nella misura del 25% ciascuno.. Fethi Houdi fu quindi incaricato di dirigere la televisione. Il consiglio d'amministrazione è composto da Nébil Karoui, Ghazi Karoui, Tarak Ben Ammar e Andrea Goretti (rappresentante di Mediaset).
Successivamente il colonnello libico Gheddafi è entrato in Quinta Communications: la sua partecipazione è avvenuta nell'ambito di un aumento di capitale, ma solo perché interessato alla produzione di film sul mondo arabo, secondo quanto ha affermato Tarak Ben Ammar. E l'aumento di capitale non è ancora concluso, ma al termine dell'operazione Gheddafi dovrebbe avere una quota del 10 per cento.
I locali di ripresa della televisione si trovano a Parigi ed a Tunisi.
La griglia di programmazione comprende clip musicali, film, talk show (Ness Nessma) ed alcune serie televisive (come Cold Case e CSI - Scena del crimine). Ispirato alla sua versione francese, il magazine Envoyé spécial Maghreb è stato lanciato nella primavera 2009 ed è diffuso la domenica sera.
Il canale diffonde anche le partite delle più grandi squadre calcistiche europee: Barcellona, Olympique de Marseille, Chelsea, Manchester United e Bayern Monaco.

## Programmi
- Cold Case, telefilm
- CSI - Scena del crimine, telefilm
- Ness Nessma, talk show
- Envoyé spécial Maghreb, magazine
- Man sa yarbah al malyoon, gioco a quiz
- Star Academy Maghreb, talent show